# Distretto di Gyomaendrőd
Il distretto di Gyomaendrőd (in ungherese Gyomaendrődi járás) è un distretto dell'Ungheria, situato nella provincia di Békés.